# Österbottningar (film)
Österbottningar (finska: Pohjalaisia) är en finländsk dramafilm från 1936, regisserad av Toivo Särkkä och Yrjö Norta. Filmen är den andra filmatiseringen av Artturi Järviluomas pjäs Österbottningar.

## Skådespelare (urval)[1]
- Iivari Tuomisto
- Laila Rihte
- Siiri Angerkoski
- Hemmo Kallio
- Aku Korhonen
- Urho Somersalmi
- Yrjö Tuominen
- Heikki Tuominen
- Sasu Haapanen